# Museo del Pueblo Maya Dzibilchaltún
El museo de sitio de la zona arqueológica de Dzibilchaltún se convirtió en 1994 en el Museo del Pueblo Maya de Dzibilchaltún',

## Salas de exhibición
- Pérgola de los monolitos: Mediante un sendero en un jardín de plantas nativas se exhiben esculturas monolíticas prehispánicas.
- Sala Arqueológica Maya: Se exhiben artefactos de la cultura maya relacionados con la sociedad maya y su visión del universo.
- Sala de Historia: dedicada principalmente a la arqueología de Dzibilchaltún
- Solar Maya: Presenta una vivienda rural típica maya.[2]

## Arquitectura
Se utilizaron materiales regionales que tuvieran un bajo impacto en la comunidad. También se buscó que la construcción fuera compatible con el entorno selvático y la zona arqueológica aledaña.